# Jong-hyun
Jong-hyun é um prenome masculino da língua coreana. Seu significado varia de acordo com o hanja usado para escrever cada sílaba do nome. Há 19 Hanja com a leitura "jong" e 25 Hanja com a leitura "hyun" na lista oficial do governo sul-coreano de Hanja que pode ser registrado para uso em nomes próprios.
Pessoas com este nome :
Entertainers (artistas)
- Hong Jong-hyun (nascido em 1990), ator sul-coreano (participou do We Got Married com a Yura do Girl's Day).
- Kim Jong-hyun (cantor) (nascido em 1990), ídolo e cantor sul-coreano, membro do boy group sul-coreano SHINee.
- Lee Jong-hyun (nascido em 1990), cantor e ator sul-coreano, membro da banda de rock CNBLUE.
- JR (nascido Kim Jong-hyun em 1995), ídolo, cantor e rapper, membro do boy group sul-coreano NU'EST.
- Changjo (nascido Choi Jong-hyun em 1995), ídolo, cantor e ator sul-coreano, membro do boy group sul-coreano Teen Top.

Desportistas
- Hwang Jong-hyun (nascido em 1975), jogador de hóquei em campo sul-coreano.
- Sung Jong-hyun (nascido em 1979), jogador de futebol sul-coreano.
- Jang Jong-hyun (nascido em 1984), jogador de hóquei em campo sul-coreano.
- Kim Jong-hyun (atirador) (nascido em 1985), atirador sul-coreano.
- Lee Jong-hyun (jogador de futebol) (nascido em 1987), futebolista sul-coreano.
- Yoo Jong-hyun (nascido em 1988), jogador de futebol sul-coreano.